# Los fierros (película)
Los fierros es una película dramática colombiana dirigida por Pablo González. Estrenada el 12 de septiembre de 2019 en los cines colombianos, la película fue protagonizada por Alejandro Buitrago, Rodrigo Hernández, Emilia Ceballos, Jairo Camargo, Ana María Sánchez y Diego Vásquez.

## Sinopsis
Tras salir de una condena de siete años de prisión, Federico regresa a su pueblo de nacimiento. Allí descubre que su hermano Ramiro sigue involucrado en negocios turbios. Federico trata de alejarlo pero termina cediendo de nuevo ante la ilegalidad con el fin de proteger a su familia.

## Reparto
- Alejandro Buitrago es Federico.
- Jairo Camargo es Jerónimo.
- Andrés Castañeda es Henry.
- Emilia Ceballos es Elizabeth.
- Ana María Sánchez es Victoria.
- Diego Vásquez es Hernando.